# Browar Tarczyn
Browar Tarczyn – browar w Tarczynie.
Browar Tarczyn został założony w 2005 r. na części terenu dawnych Mazowieckich Zakładów Przetwórstwa Owoców i Warzyw w Tarczynie. Produkcję w browarze rozpoczęto we wrześniu 2005 r. W 2008 r. została ona zwiększona.